# 州間高速道路75号線

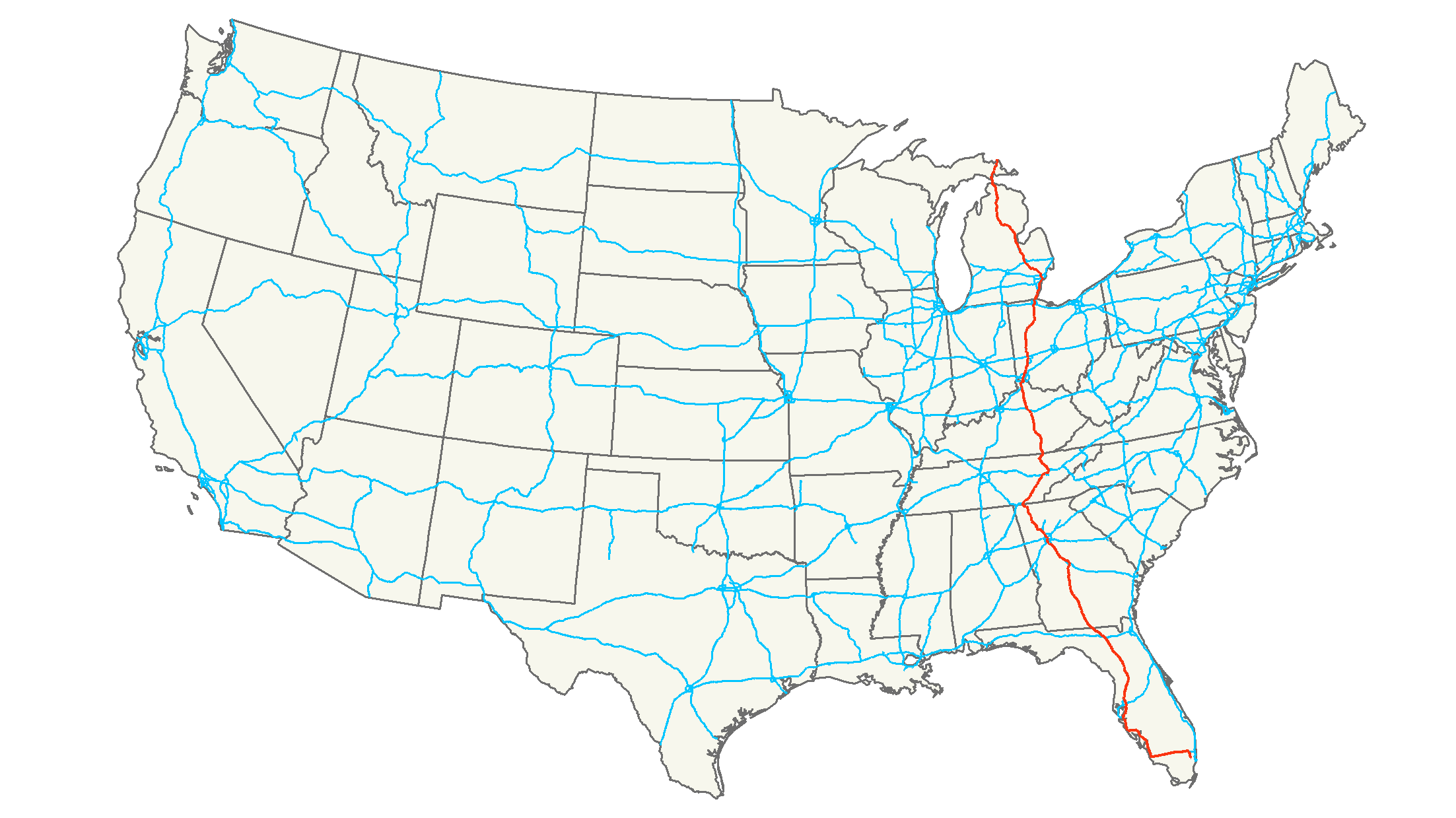
赤線が州間高速道路75号線

州間高速道路75号線（しゅうかんこうそくどうろ75ごうせん、I-75; Interstate Highway 75）は、アメリカ合衆国の中西部及び南東部を走っている州間高速道路である。マイアミ近くのフロリダ州ハイアリアのフロリダ州高速道826号線 (パルメット・エキスプレスウェイ Palmetto Expressway) からカナダオンタリオ州との国境のミシガン州スーセントマリーのスーセントマリー国際橋南詰まで続いている。この橋でカナダのハイウェイに接続する。
この州間高速道路75号線に附属する二級州間高速道路は、275、475、575、675号線である。
ミシガン州内にあるマキナック橋は、ミシガン州を構成する2つの半島、アッパー半島とロウアー半島を結ぶ吊橋である。一帯は避暑地として知られ、橋の両側の都市にアメリカ人は別荘を持っている人がいる。

## 全長
| マイル  | km     | 通過する州   |  |
|         |        |              |  |
| 470.655 | 757.45 | フロリダ     |  |
| 355     | 575    | ジョージア   |  |
| 161     | 261    | テネシー     |  |
| 192     | 311    | ケンタッキー |  |
| 211     | 342    | オハイオ     |  |
| 396     | 642    | ミシガン     |  |
|         |        |              |  |
| 1786    | 2893   | Total        |  |

## ルート上の主要都市

### フロリダ州
- マイアミ
- ネープルズ
- フォートマイヤーズ
- タンパ
- サラソータ

### ジョージア州
- メーコン (ジョージア州)
- アトランタ

### テネシー州
- チャタヌーガ
- ノックスビル

### ケンタッキー州
- レキシントン

### オハイオ州
- シンシナティ
- デイトン
- トレド

### ミシガン州
- デトロイト
- フリント
- サギノー
- スーセントマリー

## 他の州間高速道路との交差点

### フロリダ州
- 州間高速道路4号線 (タンパ)
- 州間高速道路10号線 (w:Lake City, Florida)

### ジョージア州
- 州間高速道路16号線 (メーコン)
- 州間高速道路85号線 (アトランタ)
- 州間高速道路20号線 (アトランタ)

### テネシー州
- 州間高速道路24号線 (チャタヌーガ)
- 州間高速道路40号線 (w:Dixie Lee Junction, Tennessee近く)
ノックスビルまで繋がっている。

### ケンタッキー州
- 州間高速道路64号線 (レキシントンの6マイル (10 km))
- 州間高速道路71号線 (w:Walton, Kentucky)
シンシナティまで繋がっている。

### オハイオ州
- 州間高速道路74号線 (シンシナティ)
- 州間高速道路70号線 (デイトン)
- 州間高速道路80号線 (トレド)
- 州間高速道路90号線 (トレド)

### ミシガン州
- 州間高速道路96号線 (デトロイト)
- 州間高速道路94号線 (デトロイト)
- 州間高速道路696号線 (デトロイト北部)
- 州間高速道路69号線 (フリント)

## 支線

### フロリダ州
- I-175 (1.294 mi/2.08 km)、I-275 (63.387 mi/102.01 km)、I-375 (1.220 mi/1.96 km)　(タンパ/セントピーターズバーグ)

### ジョージア州
- I-475 (メーコン)
- I-675 (アトランタ)
- I-575 (w:Nelson, Georgia)

### テネシー州
- I-275、I-475 (ノックスビル)

### オハイオ州
- I-275 (シンシナティ)
- I-675 (デイトン)
- I-475 (トレド)

### ミシガン州
- I-275、I-375 (デトロイト)
- I-475 (フリント)
- I-675 (サギノー)